# الكساد الكبير في كندا

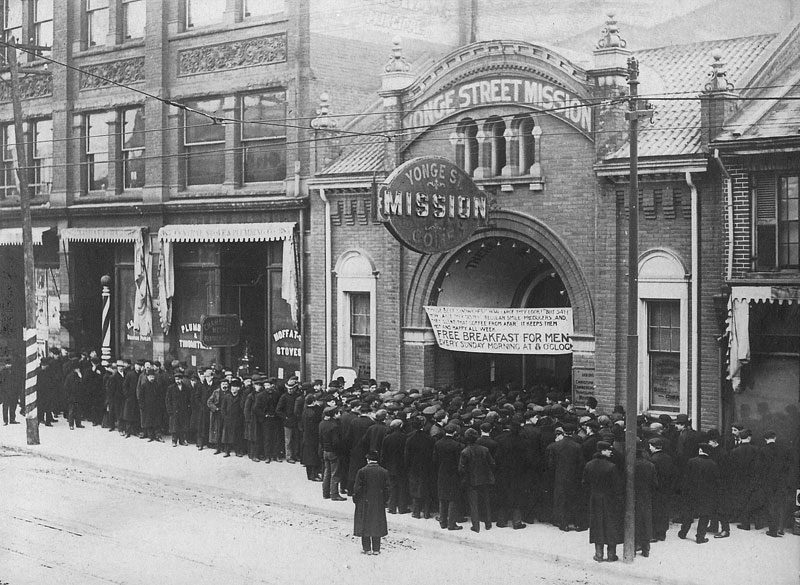

شكل الكساد الكبير العالمي، في أوائل ثلاثينيات القرن العشرين، صدمة اجتماعية واقتصادية خلفت ورائها ملايين الكنديين عاطلين عن العمل وجائعين ومشردين في كثير من الأحيان. تأثر عدد قليل من البلدان بشدة مثلما تأثرت كندا في ما أصبح يُعرف باسم «الثلاثينات القذرة»، بسبب اعتماد كندا الشديد على المواد الخام والصادرات الزراعية، إلى جانب جفاف البراري الكندية الشديد في ما عُرف باسم قصعة الغبار. أدت الخسائر الواسعة في الوظائف والمدخرات إلى تحول كبير في البلاد في نهاية المطاف، وذلك من خلال إطلاق شرارة الرعاية الاجتماعية، ومجموعة متنوعة من الحركات السياسية الشعبوية، ودور أكثر نشاطًا للحكومة في الاقتصاد.

## النتائج الاقتصادية

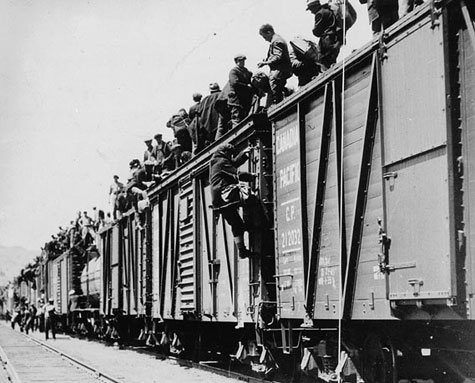
مسيرة عمال الإغاثة من مخيمات البطالة نحو شرق كندا خلال "مسيرة أوتاوا" في يونيو 1935، كامبلوبس، كولومبيا البريطانية

بحلول عام 1930، كان 30% من القوى العاملة عاطلة عن العمل، وأصبح خُمس السكان معتمدين على المساعدة الحكومية. انخفضت الأجور، وانخفضت الأسعار أيضًا. انخفض إجمالي الإنفاق القومي بنسبة 42% عن مستويات عام 1929. في بعض المناطق، كان الانهيار أسوء بكثير. في المناطق الريفية من البراري، كان ثلثا السكان في حالة إغاثة.
كان الضرر الآخر هو انخفاض الاستثمار: فكل من الشركات الكبيرة والأفراد غير راغبين وغير قادرين على الاستثمار في مشاريع جديدة.
في عام 1932، بلغ الإنتاج الصناعي 58% فقط من مستويات عام 1929، وهو ثاني أدنى مستوى في العالم بعد الولايات المتحدة، خلف دولًا كثيرة مثل بريطانيا، التي شهدت انخفاضًا إلى 83% فقط من مستويات عام 1929. انخفض مجموع الدخل القومي إلى 55% من مستوى عام 1929، وهو ما يشكل مرة أخرى أسوء انخفاض بالنسبة لأي دولة أخرى غير الولايات المتحدة.

### التأثير
كان اقتصاد كندا في ذلك الوقت قد بدأ للتو في التحول من الصناعة الأولية (الزراعة وصيد الأسماك والتعدين وقطع الأشجار) إلى الصناعة التحويلية. انخفضت صادرات المواد الخام، وانخفضت العمالة والأسعار والأرباح في كل قطاع. كانت كندا الأشد تضررًا بسبب وضعها الاقتصادي. تأثرت كندا، على نحو أكبر، نظرًا لأن شركاءها التجاريين الرئيسيين هما بريطانيا والولايات المتحدة، وكلاهما قد تضرر بشدة من الكساد العالمي.
كانت مناطق تحليق الأدغال إحدى المناطق التي لم تتأثر، والتي بفضل ازدهار عمليات التعدين والاستكشاف، استمرت في الازدهار طوال هذه الفترة. مع ذلك، خسرت معظم شركات التحليق فوق الأدغال أموالًا نتيجة لإلغاء الحكومة عقود البريد الجوي لعام 1931-1932.

### البطالة
بلغ معدل البطالة في المناطق الحضرية 19% على الصعيد الوطني، وكان معدل البطالة في تورنتو 17% وفقًا لإحصاء سنة 1931. لا يُعتبر المزارعون الذين بقوا في مزارعهم عاطلين عن العمل. بحلول عام 1933، كان 30% من القوى العاملة عاطلين عن العمل، وأصبح خُمس السكان معتمدين على المساعدة الحكومية. انخفضت الأجور وكذلك الأسعار. في بعض المناطق، مثل مناطق التعدين ومناطق استغلال الغابات، كان الانخفاض أسوأ بكثير.

### المرأة
كان دور المرأة الأساسي هو ربة منزل، وفي حالة عدم وجود تدفق ثابت لدخل الأسرة، فإن عملها أصبح أكثر صعوبة في ما يخص مجالات الغذاء والملابس والرعاية الطبية. انخفضت معدلات المواليد في كل بلد، إذ أُجل إنجاب الأطفال إلى أن تتمكن الأسر من إعالتهم ماليًا. انخفض معدل الولادات في 14 دولة من الدول الكبرى بنحو 12%، من 19.3 ولادة لكل ألف نسمة في عام 1930، إلى 7% في عام 1935. في كندا، تحدت نصف النساء الكاثوليكيات تعاليم الكنيسة واستخدمن وسائل منع الحمل لتأجيل الولادة.
من بين عدد قليل من النساء في القوى العاملة، كانت حالات التسريح أقل شيوعًا في الوظائف الإدارية ولكنها كانت عادة موجودة في أعمال التصنيع الخفيفة. مع ذلك، كان هناك طلب واسع النطاق لقصر عمل الأسرة على عمل واحد مدفوع الأجر، بحيث يمكن أن تفقد الزوجة عملها إذا كان زوجها يعمل.
قامت ربات البيوت باستحضار الاستراتيجيات التي كانت تستخدمها أمهاتهن عندما كن يترعرعن في أسر فقيرة. استخدمن أغذية رخيصة كالحساء والحبوب والمعكرونة. اشترين أرخص قطع اللحم، بما في ذلك لحم الخيل في بعض الأحيان، وأعادوا تدوير الشواء يوم الأحد إلى شطائر وحساء. كن يخيطن ويرقِّعن الثياب، يتاجرن مع جيرانهم بمواد أكبر حجمًا، وعملن في بيوت أكثر برودة. أجلن شراء الأثاث والأجهزة الجديدة إلى أيام أفضل. تُظهر هذه الاستراتيجيات أن عمل المرأة المنزلي- الطهي، والتنظيف، والميزنة، والتسوق، ورعاية الأطفال- كان ضروريًا للحفاظ على الأسرة اقتصاديًا وتوفير مساحة للاقتصاد. عملت نساء كثيرات أيضًا خارج البيت، أو ذهبن للعمل على الحدود، فقمن بغسل الملابس مقابل التبادل التجاري أو المال، وقمن بخياطة ملابس الجيران مقابل شيء يمكنهم تقديمه. استخدمت العائلات الممتدة التعاون المتبادل- تقديم طعام إضافي، وغرف احتياطية، وإصلاحات، قروض نقدية- لمساعدة أبناء العمومة والأنساب.
شغلت النساء ما بين 25-30% من الوظائف في المدن. عمل عدد قليل من النساء في الصناعات الثقيلة أو السكك الحديدية أو البناء. كان العديد منهن يعملن في المنازل أو في المطاعم والحوانيت المملوكة للأسر. كانت العاملات في المصانع يشتغلن عادة في الملابس والأغذية. كانت النساء المتعلمات يزاولن عددًا محدودًا من الوظائف، مثل الأعمال الكتابية والتدريسية. كان متوقعًا أن تتخلى المرأة عن عمل جيد عندما تتزوج. يشدد سريغلي على وجود عدد كبير من العوامل الأساسية والظروف الأسرية لعمل المرأة، زاعمًا أن نوع الجنس كان أقل أهمية عادة من العرق أو الإثنية أو الطبقة.

## رد فعل الحكومة
في فترة الكساد، كانت حكومات المقاطعات والبلديات غارقة بالفعل في الديون بعد التوسع في البنية التحتية والتعليم خلال عشرينيات القرن العشرين. بناءً على ذلك، وقع أمر محاولة تحسين الاقتصاد على عاتق الحكومة الفيدرالية. عندما بدأ الكساد، كان ويليام كينج رئيسًا للوزراء. كان يعتقد أن الأزمة ستزول، ورفض تقديم المساعدة الفيدرالية إلى المقاطعات، واكتفى ببذل جهود إغاثة متواضعة. كان رد فعل الحكومة إزاء أزمة الكساد الكبير محور الفيلم الوثائقي كاتش ذا ويستباوند تران من إنتاج براري كوست فيلم لعام 2013.